# Galeacius
Galeacius is een geslacht van wantsen uit de familie van de Scutelleridae (Pantserwantsen). Het geslacht werd voor het eerst wetenschappelijk beschreven door William Lucas Distant in 1889.

## Soorten
Het genus is monotypisch en bevat alleen de volgende soort:

- Galeacius martini Schouteden, 1904